# Ekaterina Rostoptchina
Pour les articles homonymes, voir Rostoptchina.
Ekaterina (Catherine) Petrovna Rostoptchina (en russe : Екатерина Петровна Ростопчина) (30 novembre 1776 - 16 septembre 1859), née Protassova, était une aristocrate russe, dame de compagnie et auteur de plusieurs ouvrages. Elle était l'épouse du comte Fiodor Rostoptchine et la mère de la Comtesse de Ségur.

## Biographie

### Enfance
Elle est la deuxième fille du sénateur Piotr Protassov (ru) et d'Alexandra Ivanovna. Ses sœurs sont: 
- Alexandra Petrovna (ru) (1774-1842), mariée au prince Alexeï Golytsine.
- Barbara Petrovna, morte jeune.
- Vera Petrovna (ru), (1780-1814), mariée à Ilarion Vassiltchikov
- Anna Petrovna, mariée à Bartholomé Tolstoï

Délaissées tôt par leurs parents, Catherine et ses sœurs sont élevées par leur tante, Anna Protassova, dame de compagnie de Catherine II. Elle donne à ses nièces une solide éducation, leur enseignant les langues étrangères, le grec et le latin, mais en laissant de côté le russe, l'histoire et la religion. À la demande de leur tante, les nièces qui n'étaient pas mariées lors du couronnement d'Alexandre Ier reçurent le titre de comtesse. 

### Mariage

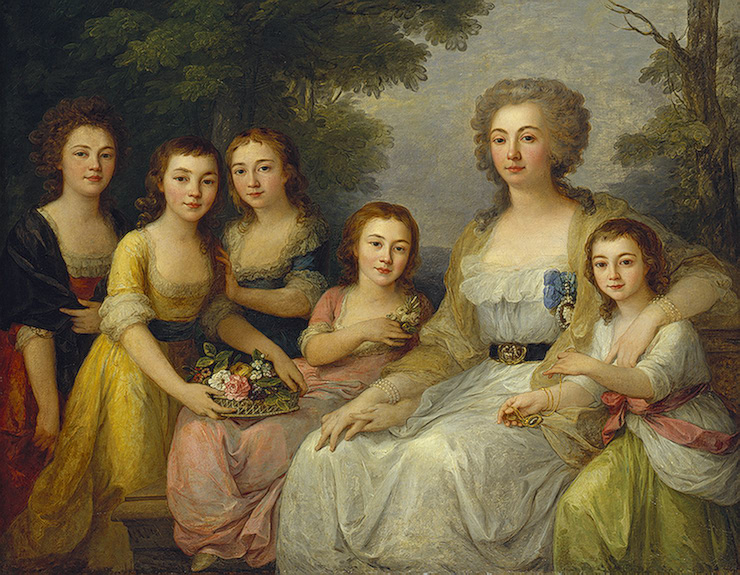
Anna Protassova et ses nièces. Catherine est la deuxième en partant de la gauche.

En 1791 Catherine devient dame de compagnie. Début 1794 elle épouse un favori du tsarévitch Paul Pétrovitch: Fiodor Rostoptchine. 
Jusqu'en 1801 la famille Rostoptchine vivait à Saint Pétersbourg. Après la démission de son mari en 1801, et jusqu'en 1812, Catherine vit avec sa famille sur le domaine de Voronovo. Il n'y a que l'hiver 1805 qu'ils passent à Moscou dans leur maison de Lioubianka. 
Ses heures de loisirs sont consacrées au jardinage et à l'éducation de ses enfants. Leur précepteur fut d'abord le français d'Allonnville, puis l'allemand Schrader. La musique leur était enseignée par le musicien Minelli, de Dresde. 
Le domaine de Voronovo accueillait souvent des intellectuels étrangers : Madame de Staël, le peintre Salvatore Tonci, en 1805 le fils de l'économiste Arthur Young.

### Conversion au catholicisme
Le mariage des Rostoptchine fut heureux jusqu'à la conversion de Catherine au catholicisme. 
En 1805, sous l'influence du comte Joseph de Maistre, comme ses sœurs, elle se convertit secrètement au catholicisme. Mais cette situation ne reste pas secrète longtemps et complique davantage la position de son mari, notamment lorsqu’il devient gouverneur de Moscou en 1812.
Rostoptchine démissionne en 1814 et en 1815 part en exil à l'étranger. Sa femme et ses enfants restent à Saint-Pétersbourg (le domaine de Voronovo, tout comme Moscou, avait été incendié par Rostoptchine). Elle revient à Moscou en 1816.
Elle rejoint ensuite son mari en exil en Allemagne et à Paris. Elle ne revient à Moscou qu'en 1824. En 1825 sa fille Elizabeth meurt de la tuberculose à 18 ans. Elle était la préférée de son père mais, sous l'influence de sa mère, adopta le catholicisme avant de mourir. Les relations entre les époux se dégradent et Catherine s'isole de plus en plus. 

### Dernières années

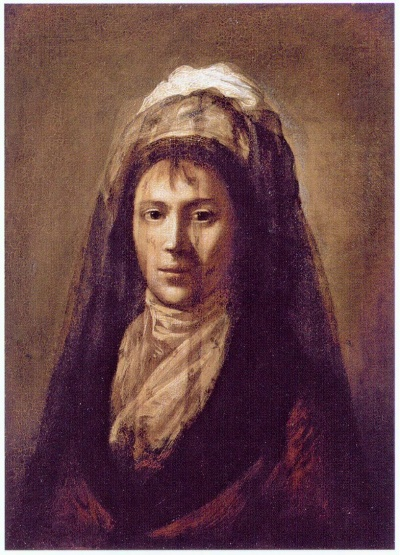
Catherine Rostoptchine par Salvatore Tonci.

La mort de sa fille brise le comte qui meurt en 1826. "Seulement deux fois tu m'as fais du mal" écrit-il à sa femme avant de mourir. Ces deux fois concernent le changement de religion de Catherine et de sa fille. Avant de mourir il prend des dispositions pour que l'éducation de leur fils Andreï lui soit retiré. Elle n'assiste pas à l'enterrement de son mari. 
La même année, la comtesse fait publier des écrits du métropolite Philarète de Moscou qui défendent la doctrine catholique. La polémique avec le métropolite prend de l'ampleur. En 1833 il mène l'enquête sur la venue de l'abbé Bourgeois dans le village de Voronovo. Il s'avère qu'il enseignait le catholicisme en cachette à des jeunes filles de douze à quatorze ans, toutes françaises ou allemandes. Plus tard une église catholique fut construite dans le village.  
La nature discrète et renfermée de Catherine Protassov ne fit qu'augmenter avec l'influence du catholicisme. Elle passait l'été dans un manoir, et l'hiver dans une vieille maison de la rue Basmanoï, entourée de françaises, compagnes et élèves, et d'abbés catholiques. Elle sortait de la maison uniquement pour assister à la messe et le reste du temps lisait des livres sur la religion.  
Elle meurt le 16 septembre 1859 à 83 ans et est enterrée dans le cimetière catholique de Moscou.

## Descendance
De son mariage avec le comte Fiodor Rostoptchine sont nés neuf enfants :
- Sergueï Fiodorovitch (1796-1836)
- Natalia Fiodorovna (1797-1866)
- Sophie Fiodorovna (1798-1876), devenue comtesse de Ségur.
- Pavel Fiodorovitch (1803-1806)
- Maria Fiodorovna (1805)
- Elizabeth Fiodorovna (1807-1825)
- Mikhaïl Fiodorovitch (1810)
- Andréï Fiodorovitch (1813-1882), marié à Ievdokia Souchkova.